# Tonnerrois
Ne doit pas être confondu avec Tonnerrois (pays LOADDT).
Le Tonnerrois est un pays traditionnel, situé autour de la ville de Tonnerre, dans le département de l'Yonne et la région Bourgogne-Franche-Comté.

## Géographie

### Localisation
Le Tonnerrois se situe à l'est du département français de l'Yonne, en région Bourgogne-Franche-Comté. Bordé par le Serein à l'ouest et traversé par le cours-moyen de l'Armançon, il est entouré des régions naturelles suivantes : Champagne humide, Sénonais, Auxerrois, Avallonnais, Terre-Plaine, Auxois et Châtillonnais.

### Espace
Le Tonnerrois, d'une superficie de 1 110,94 km2, s'étend sur les cantons d'Ancy-le-Franc, Cruzy-le-Châtel, Flogny-la-Chapelle, Noyers-sur-Serein et de Tonnerre, pour une population totale de près de 24 500 habitants.

### Topographie
Le Tonnerrois se situe sur un plateau calcaire. Il est arrosé par les rivières du Serein et de l'Armançon, ainsi que par le Canal de Bourgogne. Les vallons du Tonnerrois offrent à la vue de grandes forêts, de très nombreux châteaux, ainsi qu'un vignoble de 250 hectares.

### Transports
Le Tonnerrois est doté d'un dense réseau de routes départementales. Il est desservi par l'A6, et dispose d'un échangeur à Nitry.
Il est traversé par la ligne de chemin de fer PLM, et dispose de deux gares à Tonnerre et à Nuits.
L'aéroport le plus proche est celui d'Auxerre, à 36 kilomètres de Tonnerre.

## Histoire

Armes de la famille de Clermont-Tonnerre.
Blason de la ville de Tonnerre.

Relevant initialement de la Civitas des Lingons, le Tonnerrois correspond au territoire de l'ancien Comté de Tonnerre, dont les comtes faisaient allégeance aux évêques de Langres.
Dès le IXe siècle, les moines des abbayes Saint-Michel de Tonnerre et Notre-Dame de Quincy y développent un vaste vignoble, dont il ne reste plus aujourd'hui que 250 hectares plantés.
Au cours de son histoire, le comté est dévasté à plusieurs reprises, notamment, au XIIe siècle, par les Anglais, et au XVe siècle, lors de la guerre civile entre Armagnacs et Bourguignons.
Les premiers comtes de Tonnerre connus sont l'archevêque de Sens, Guerri, et son neveu, Ebbon, au VIIIe siècle, puis les évêques de Langres et leurs neveux, du IXe siècle au XIe siècle.
Le comté passe ensuite aux mains de la maison de Nevers,.
En 1045, le mariage de Guillaume Ier de Nevers, comte de Nevers et d'Auxerre, avec Ermengarde de Tonnerre, héritière du comté de Tonnerre, unit les trois comtés.
À la mort de Guillaume V de Nevers, en 1181, sa sœur Agnès, hérite le comté, qu'elle transmet à sa fille Mathilde de Courtenay, qui le transmet à sa fille Agnès II de Donzy, qui le transmet à son fils Gaucher de Châtillon, qui le transmet à sa fille Yolande de Châtillon, qui le transmet à sa fille Mathilde II de Bourbon.
En 1248, le mariage entre le duc Eudes IV de Bourgogne avec Mathilde II, fille d'Archambaud de Dampierre, sire de Bourbon, et de Yolande de Châtillon, héritière des trois comtés, fait entrer ces derniers territoires dans le giron des ducs de Bourgogne. En 1273, par décision de justice, la désunion des trois comtés est opérée au profit des trois filles d'Eudes IV et de la duchesse Mathilde.
C'est la benjamine, Marguerite de Bourgogne, mariée, en 1268, à Charles d'Anjou, fils du roi de France Louis VIII, roi de Sicile puis de Naples, roi de Jérusalem, prince d'Achaïe, comte du Maine, d'Anjou et de Provence, qui hérite le comté de Tonnerre.
À la mort de cette dernière, en 1308, le comté échoit à son neveu Guillaume de Chalon, comte d'Auxerre, et aux membres de la maison de Chalon, jusqu'au mariage, en 1409, de Marguerite de Chalon avec Olivier de Husson.
À la mort du dernier comte de la maison de Husson, Louis IV, dont les enfants sont morts quelques mois avant lui, en 1457, le comté de Tonnerre échoit à sa tante Anne, qui le transmet, par son mariage, en 1496, avec Bernardin de Clermont, vicomte de Tallart, à la maison de Clermont.
En 1571, 1572 puis 1775, les comtés de Clermont et de Tonnerre sont unis pour former le duché de Clermont-Tonnerre. La famille y fait bâtir les châteaux d'Château d'Ancy-le-Franc, de Maulnes de Dannemoine et de Vaulichères, toujours visibles.
En 1684, François Joseph de Clermont-Tonnerre vend à François Michel Le Tellier de Louvois, ministre du roi Louis XIV, les terres de Tonnerre, que la famille Le Tellier conserve jusqu'à la Révolution.
Entre 1790 et 1795, le Tonnerrois correspond au district de Tonnerre, puis, entre 1800 et 1926, à l'arrondissement de Tonnerre.

## Économie
L'économie du Tonnerrois repose sur l'activité tertiaire (notamment le commerce de proximité et l'artisanat), l'industrie, et dans une moindre mesure sur l'agriculture (céréales, vigne…).
Les riches patrimoines architectural, naturel et culturel locaux, le vignoble réputé du Tonnerrois, et la proximité d'Auxerre et de Paris contribuent au dynamisme et à l'attractivité économique de la région.

## Lieux et monuments

### Vignoble
- Vignoble de Chablis
- Bourgogne tonnerre (AOC)
- Bourgogne épineuil

### Monuments historiques
Liste des monuments historiques du Tonnerrois :
Canton d'Ancy-le-Franc
Canton de Cruzy-le-Châtel
Canton de Flogny-la-Chapelle
Canton de Noyers
Canton de Tonnerre

### Monuments non inscrits ou classés au titre des monuments historiques
Liste des monuments du Tonnerrois non inscrits ou classés au titre des monuments historiques,:
Canton d'Ancy-le-Franc
Canton de Cruzy-le-Châtel
Canton de Flogny-la-Chapelle
Canton de Noyers
Canton de Tonnerre

## Personnalités nées dans le Tonnerrois
Liste de personnalités nées dans le Tonnerrois :
- Miles X de Noyers (1271-1350), maréchal de France, né à Noyers-sur-Serein.
- Guillaume Villon, tuteur du poète François Villon (1431-1463, né à Villon, village auquel il donne son nom.
- Louis d'Ailleboust (1656-1747), coureur des bois et commerçant de fourrures, né à Ancy-le-Franc.
- Bénigne Grenan (1681-1723), professeur à l'université de Paris, panégyriste du vin bourguignon, né à Noyers-sur-Serein.
- Valentin Jamerey-Duval (1695-1775), bibliothécaire et conservateur du cabinet des médailles de François Ier d'Autriche, né à Arthonnay.
- Charles de Beaumont, chevalier d'Éon (1728-1810), écrivain, diplomate et espion français, né en 1728, à l'Hôtel d'Uzès de Tonnerre.
- Jean-Baptiste Chaussard (1729-1818), architecte du roi, né à Tonnerre.
- Charles-Antoine Bridan, (1730-1808), sculpteur, né à Ravières.
- Marc Antoine Nicolas Gabriel de Clugny (1741-1792, militaire et gouverneur de la Guadeloupe, né à Nuits.
- Agnès Fayolle de la Marcelle (1746-1832), homme politique né à Tonnerre.
- François Barbuat de Maison-Rouge (1767-1799), né à Tonnerre.
- Louis Anne Marie Gouré de Villemontée (1768-1813), général de brigade, né à Tonnerre.
- Louis Alexandre Davout (1773-1820), général de brigade, né à Étivey.
- Louis-Victor Baillot (1793-1898), dernier survivant de la bataille de Waterloo, né à Percey.
- Edme Jean Leclaire (1801-1872), entrepreneur et maire d'Herblay (1865-1869), né à Aisy-sur-Armançon.
- Jean-Baptiste Muard (1809-1854), moine bénédictin, fondateur de l'abbaye Sainte Marie de la Pierre-qui-Vire, né à Vireaux.
- Édouard Campenon (1819-1891), général, ministre de la Guerre, né à Tonnerre.
- Charles Joseph Dumas-Vence (1823-1904), amiral, né à Tonnerre.
- Edmond Billaudot (1828-1881), mage, né à Poilly-sur-Serein.
- Ernest Petit (1835-1918), historien, né à Châtel-Gérard.
- Armand Colin (1842-1900), éditeur, né à Tonnerre.
- Marie Huot (1846-1930), femme de lettres et féministe, née à Tonnerre.
- Frédéric Damé (1849-1907), journaliste, historien et philologue, né à Tonnerre.
- Henri Chaput (1857-1919), chirurgien, né à Tonnerre.
- Juana Richard Lesclide (1866-1951), femme de lettres, née à Pacy-sur-Armançon.
- Alfred Grévin (1927-1992), fondateur du musée Grévin à Paris, né à Épineuil.
- Paul Barret (1930-), footballeur et entraîneur, né à Chassignelles.
- Raymond Riotte (1940-), cycliste, né à Sarry.
- Daniel Rolland (1944-), footballeur et entraîneur, né à Noyers-sur-Serein.

## Pays du Tonnerrois
Le  territoire du pays du Tonnerrois, catégorie administrative fondée à la suite des lois d'orientation pour l'aménagement et le développement du territoire, recoupait partiellement celui de la région naturelle du Tonnerrois.
Il a été dissout le 14 décembre 2016 et réunissait quatre communauté de communes, :
- la communauté de communes Le Tonnerrois en Bourgogne (52 communes)
- la communauté de communes du Florentinois (15 communes)
- la communauté de communes du Pays chablisien (25 communes)
- la communauté de communes du Serein (39 communes)

## Liens